# Janine Slabbekoorn
Janine Slabbekoorn (1 februari 1985) is een Nederlands voormalig topkorfbalster. Met DOS'46 won zij meerdere titels.

## Carrière
Slabbekoorn begon met korfbal bij Sparta (Z) en Oranje Zwart.
In 2006 maakte Slabbekoorn de overstap naar DOS'46 uit Nijeveen. 
In seizoen 2007-2008 maakte zij onder leiding van hoofdcoach Jan Jouke Flokstra haar debuut in de Korfbal League. Ze speelde dit seizoen twee wedstrijden.
In 2008-2009 en 2009-2010 vervulde Slabbekoorn een rol van reserve-speelster van het eerste team. In beide seizoenen speelde ze zes wedstrijden.
In seizoen 2010-2011 was Slabbekoorn basisspeelster bij DOS'46. Ze maakte 22 doelpunten in dit seizoen.
In het seizoen erop, 2011-2012, maakte zij de degradatie van DOS'46 mee.

## Erelijst
- Korfbal League-kampioen, 1× (2009)
- Europacup-kampioen, 2× (2008, 2010)